# Disterigma ecuadorense
Disterigma ecuadorense är en ljungväxtart som beskrevs av J. L. Luteyn. Disterigma ecuadorense ingår i släktet Disterigma och familjen ljungväxter. Inga underarter finns listade i Catalogue of Life.